# Melissa (canción)
«Melissa» es una canción interpretada por la banda estadounidense The Allman Brothers Band. Fue publicada el 12 de febrero de 1972 como la tercera canción de su tercer álbum de estudio, Eat a Peach.

## Escritura y temática

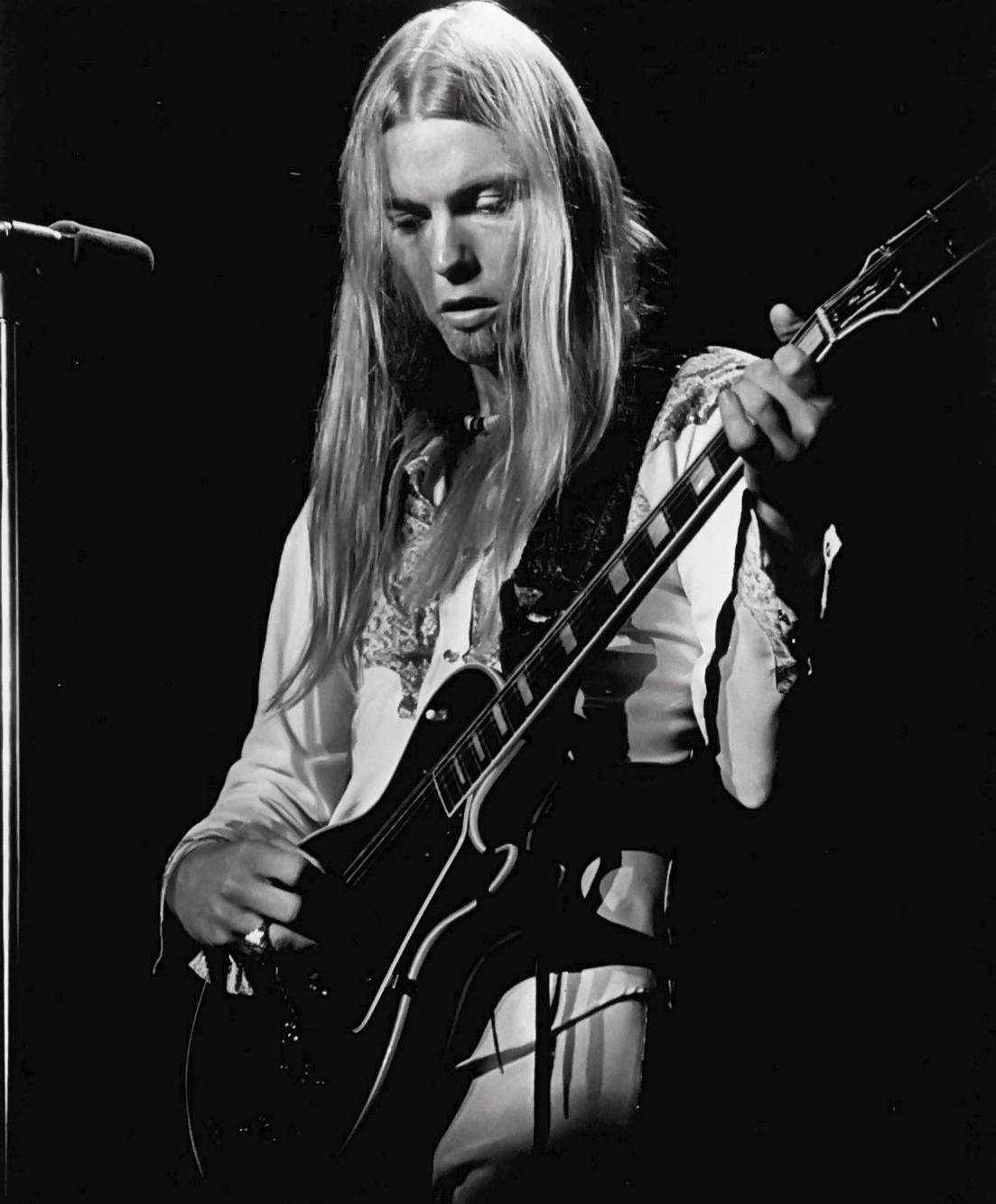
Gregg Allman actuando en 1975.

Gregg Allman escribió la canción a finales de 1967. Anteriormente había luchado por crear canciones con sustancia, y «Melissa» fue una de las primeras que sobrevivió después de casi 200 intentos de escribir una canción que considerara suficientemente buena. Al alojarse en el Evergreen Motel de Pensacola, Florida, cogió la guitarra de su hermano Duane Allman, que estaba afinada en mi abierto, e inmediatamente se sintió inspirado por la afinación natural. Las palabras le salieron naturalmente, pero se estancó con el nombre del interés amoroso. Durante una entrevista con Howard Stern en 2012, Gregg explicó cómo se le ocurrió la idea de la canción:

“Cada vez que te quedas atrapado en algo, es mejor dejarlo y cuando lo retomes más tarde, quién sabe. Entonces fue mi turno de ir al supermercado, comprar café, azúcar y todo eso, frijoles y tocino, ¿sabes? Otra persona y yo éramos los únicos (en la tienda), porque eran como las cuatro de la mañana. Esta era una anciana española y supongo que su nieta no hablaba mucho inglés. La pequeña recién nacida acababa de enterarse de que tenía piernas que funcionaban, muchacho, ella estaba (corriendo por todas partes). Una vez se fue lejos del alcance del oído y la señora grita ‘¡Melissa!, ¡vuelve Melissa!’. Y dije ‘Ahh, Melissa’. Quería besarla en la mejilla, pero probablemente llamaría a la ley.”

## Composición y arreglos
La canción fue compuesta en un compás de 4
4 con un tempo de 82 pulsaciones por minuto y está escrita en la tonalidad de fa sostenido menor. Las voces van desde B3 a F♯5. Musicalmente, «Melissa» ha sido descrita como una canción de country rock, folk, y Southern rock.

## Créditos y personal
Créditos adaptados desde las notas de álbum de Eat a Peach.
The Allman Brothers Band
- Gregg Allman – voces, guitarra acústica, piano, órgano
- Berry Oakley – guitarra bajo
- Dickey Betts – guitarra líder
- Butch Trucks – batería
- Jai Johanny Johanson – batería

## Posicionamiento
| Gráfica (1972)                     | Pico de posición |
| ---------------------------------- | ---------------- |
| Estados Unidos (Billboard Hot 100) | 86               |

| Gráfica (2017)                                          | Pico de posición |
| ------------------------------------------------------- | ---------------- |
| Estados Unidos (Billboard Hot Rock & Alternative Songs) | 21               |
| Estados Unidos (Billboard Rock Digital Song Sales)      | 10               |